# Glypta kamijoi
Glypta kamijoi är en stekelart som beskrevs av Setsuya Momoi 1966. Glypta kamijoi ingår i släktet Glypta och familjen brokparasitsteklar. Inga underarter finns listade i Catalogue of Life.